# Cerkiew Odnowienia Świątyni Zmartwychwstania Pańskiego w Jerozolimie w Moskwie (Priesnienskij)
Cerkiew Odnowienia Świątyni Zmartwychwstania Pańskiego w Jerozolimie, potocznie cerkiew Sławnego Zmartwychwstania – prawosławna świątynia w rejonie Priesnienskim Moskwy, jedna z cerkwi w dekanacie centralnym eparchii moskiewskiej miejskiej Rosyjskiego Kościoła Prawosławnego.

## Historia
Cerkiew została wzniesiona w latach 1629–1634 w sąsiedztwie starszej świątyni pod tym samym wezwaniem, zbudowanej w I połowie XVI w. Starsza cerkiew była budowlą drewnianą z jednym murowanym ołtarzem św. Elizeusza, zbudowanym w 1620 dla upamiętnienia spotkania cara Michała I z ojcem, powracającym z niewoli polskiej patriarchą moskiewskim i całej Rusi Filaretem. Gdy w 1629 drewniana świątynia spłonęła, odnowiony ołtarz zaczął funkcjonować jako odrębna cerkiew św. Elizeusza, został jednak całkowicie zniszczony w czasie pożaru Moskwy w 1812. Ruinę rozebrano w 1818, a ocalałe stoły ołtarzowe oraz ikony przeniesiono do przedsionka murowanej cerkwi Odnowienia Świątyni Zmartwychwstania Pańskiego w Jerozolimie.
Murowana cerkiew została uszkodzona podczas pożaru w 1717, zaś w 1812 została splądrowana przez wojska francuskie. Do jej odnawiania przystąpiono w 1816. W ciągu czterech lat do obiektu dobudowana została dzwonnica i obszerny przedsionek w stylu klasycystycznym, z wyjątkiem ostatniej kondygnacji dzwonnicy, którą wykonano w stylu barokowym. Od 1705 cerkiew posiadała drugi ołtarz św. Paraskiewy, w 1820 trzeci na cześć św. Elizeusza. W końcu XIX w. teren cerkiewny otoczono ogrodzeniem z ozdobną bramą.
Po 1917 cerkiew nigdy nie została zamknięta. Przenoszone były do niej elementy wyposażenia likwidowanych świątyń prawosławnych, m.in. uważana za cudotwórczą ikona Matki Bożej „Poszukiwanie zaginionych” z rozebranej cerkwi Narodzenia Pańskiego oraz siedemnastowieczne wizerunku św. Nikity, świętych Kosmy i Damiana, św. Jerzego, św. Sawy Storożewskiego, kopie Koniewskiej Ikony Matki Bożej oraz Ikony Matki Bożej „Cierpiąca”. Jedynie w 1922, podczas konfiskaty kosztowności cerkiewnych, z cerkwi wyniesiono cenne naczynia liturgiczne i ozdoby. W budynku wielokrotnie służył patriarcha moskiewski i całej Rusi Tichon.
W latach 1963–1964, 1979 oraz 1982–1986 obiekt był remontowany.

## Architektura i wyposażenie
Cerkiew wzniesiona jest na planie czworoboku z trzema absydami ołtarzowymi. Budynek posiada jedną cebulastą kopułkę, zdobionym rzędem półokrągłych blend zdobionych półkolumienkami. Ściany cerkwi zwieńczone są rzędem półokrągłych szczytów z freskami. W narożnikach obiektu znajdują się pilastry.
We wnętrzu cerkwi znajdują się malowidła ścienne wykonane w połowie XIX w. Z tego samego okresu pochodzi główny cerkiewny ikonostas, w którym znajdują się również starsze ikony, w tym kopia Smoleńskiej Ikony Matki Bożej i ikona Chrystusa Pantokratora z przełomu XVII i XVIII w., jak również ikona patronalna z XIX w. i powstała w tym samym czasie kopia ikony Matki Bożej „Ukój Mój Smutek”. Na wyposażeniu świątyni przetrwały również inne starsze ikony, w tym wizerunek św. Mikołaja z XVI w. oraz dawna ikona patronalna cerkwi św. Elizeusza, na której wizerunek proroka pochodzi z XIX w., zaś otaczające go sceny z życia wycięto ze starszej ikony z przełomu XVII–XVIII w.. Również ikonostasy przed ołtarzami bocznymi zostały w końcu XIX w. skonstruowane z różnych ikon będących już wcześniej na wyposażeniu obiektu.